# Parcul Național Munții Măcinului
Parcul Național Munții Măcinului este o arie protejată de interes național ce corespunde categoriei a II-a IUCN (parc național, zonă specială de conservare), situată în partea sud-estică a României, pe teritoriul nord-vestic al județului Tulcea. Acesta a fost constituit în scopul conservării și valorificării științifice și turistice a zonei, dat fiind faptul că Munții Măcin reprezintă cea mai veche formațiune geologică din țară.

## Localizare
Aria naturală se întinde în nord-estul Podișului Dobrogei (în partea centrală a Munților Măcin) în județului Tulcea, pe teritoriile administrative ale comunelor Cerna, Greci, Hamacearca, Jijila, Luncavița și Turcoaia. Parcul este mărginit în partea estică de drumul județean DJ222A, care leagă satul Nifon de Luncavița.

## Înființare
Prima propunere de instituire a Parcului Național Munții Măcinului a fost făcută în anul 1998, acesta urmând să fie declarat arie protejată prin Legea nr. 5 din 6 martie 2000 (privind aprobarea Planului de amenajare a teritoriului național - Secțiunea a III-a - zone protejate). În anul 2003, prin Hotărârea de Guvern nr. 230 din 4 martie (privind delimitarea rezervațiilor biosferei, parcurilor naționale și parcurilor naturale și constituirea administrațiilor acestora), urmează să se restabilească limitele și suprafața acestuia. Aria protejată se află în administrarea Regiei Naționale a Pădurilor-Romsilva.
Parcul național include rezervația naturală Pădurea Valea Fagilor și se suprapune atât sitului de importanță comunitară Munții Măcinului, cât și ariei de protecție specială avifaunistică Măcin - Niculițel.

## Geologie și geomorfologie

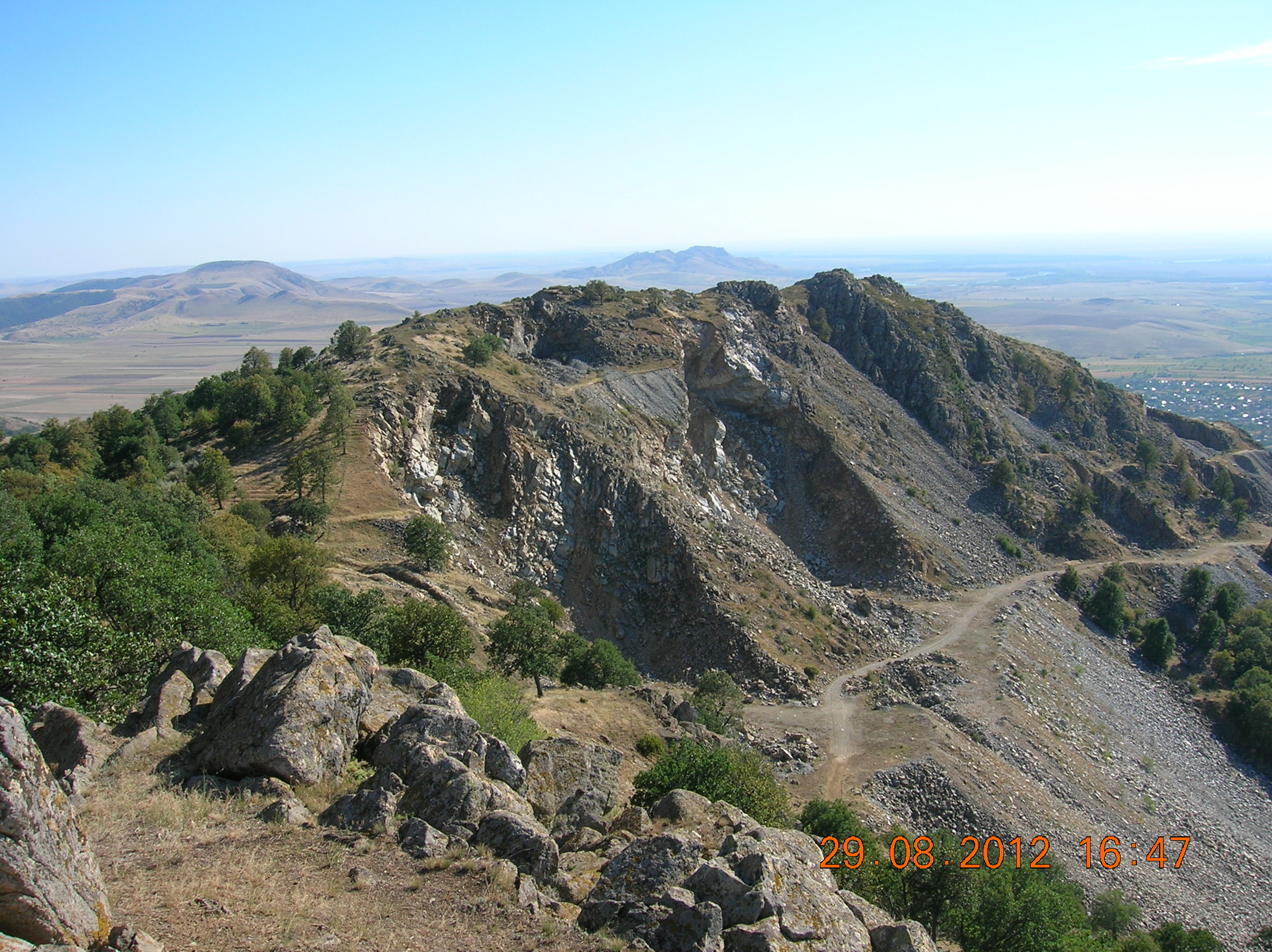
Vârful Ghiunaltu (442 m)

În regiunea orogenă a nordului Dobrogei s-au desfășurat (cu sute de milioane de ani în urmă) multiple mișcări tectonice care au dus la formarea unui lanț muntos cu o mare complexitate geologică. Aici sunt întâlnite aflorimente de șisturi cristaline constituite din roci metamorfice (cuarțite, micașisturi, amfibolite, filite) atribuite Paleozoicului; roci magmatice hercinice; magmatite formate din roci intruzive (diorite, granodiorite, granite, gabbrouri), roci efuzive (riolite, bazalte), roci formate prin cimentarea sedimentelor (tufuri vulcanice) și roci sedimentare; ardezii și gresii.
Din punct de vedere geomorfologic Munții Măcinului prezintă o diversitate reliefală (martori de eroziune rotunjiți pe roci vulcanice, ansambluri neregulate de stâncării cu dimensiuni și forme geomorfe diverse,  grohotișuri, creste pe șisturi cuarțitice, coline, coame alungite, depresiuni) constituită din vârfuri (Vârful Țuțuiatul - 467 m, Vârful Ghiunaltu - 442, Vârful Pietrosu Mare - 426 m, Vârful Jalbă, Vârful Cavalu, Vârful Țuglea, Vârful Sulucu Mare, Vârful Vergu, Vârful Vinului, Vârful Caramalău), dealuri (Dealul Orliga, Dealul Pripocea, Dealul Costiag, Dealul Negoiu, Dealul lui David, Dealul Crapcea, Dealul Carpelit), culmi (Culmea Cheii, Culmea Pricopanului) și văi (Valea Piscu Înalt, Valea Morsu,  Valea Piatra Roșie, Valea Curături, Valea Taița - Nifon, Valea lui Puiu, Valea Cozluk, Valea Jugului, Valea Adâncă, Valea Seacă, Valea Plopilor, Valea Fagilor).

## Hidrografie
Apele de suprafață ale ariei protejate aparțin bazinelor hidrografice ale câtorva râuri cu debite mici, tributare Dunării și Mării Negre; astfel: râul Taița (ce drenează Depresiunea Taița superioară-Horia) cu afluenți săi de dreapta (Curături, Valea Purcăreți, Valea Vinului și râul Crapcea); Pârâul Luncavița (ce drenează depresiunea omonimă) cu afluentul său de stânga Valea Fagilor; râul Cerna (afluenți Bordeiul Bratu, Megina) și pârâul Sorniac. Principala caracteristică a rețelei hidrografice este alimentarea acesteia cu apă rezultată în urma ploilor.

## Climă
Clima Munților Măcinului este una temperat-continentală cu influențe stepice în partea sudică și mediteraneene pe creste și vârfuri. 
Temperaturile medii anuale sunt cuprinse între 9 și 11° C.
Precipitațiile atmosferice (ploi, grindină, lapoviță, ninsori) medii anuale se încadrează între 450 și 500 mm. 
Vânturile predominante sunt: Crivățul care suflă cel mai des iarna atingând viteze de 30 - 35 m/s și aducând zăpadă, viscol și ger; Suhoveiul - vânt uscat de vară și Băltărețul, un vânt cald și umed ce aduce frecvent ploi.

## Biodiversitate
Munții Măcinului prezintă o arie naturală (încadrată în regiune biogeografică stepică) cu o diversitate floristică și faunistică ridicată, exprimată atât la nivel de specii cât și la nivel de ecosisteme terestre și acvatice specifice nordului Dobrogei.

### Habitate
Parcul dispune de zece habitat naturale; astfel: Păduri dobrogene de fag; Păduri dacice de stejar și carpen; Păduri balcano-panonice de cer și gorun; Vegetație de silvostepă eurosiberiană cu Quercus spp; Vegetație forestieră ponto-sarmatică cu stejar pufos; Tufărișuri de foioase ponto-sarmatice; Stepe ponto-sarmatice; Comunități pioniere din Sedo-Scleranthion sau din Sedo albi-Veronicion dilleni pe stancării silicioase; Pajiști și mlaștini sărăturate panonice și ponto-sarmatice și Peșteri în care accesul publicului este interzis.

### Faună
Fauna parcului este una diversă și are în componență mai multe specii de mamifere, păsări, reptile, amfibieni și insecte (dintre care unele foarte rare sau endemice) protejate la nivel european prin Directiva CE 92/43/CE din 21 mai 1992 (privind conservarea habitatelor naturale și a speciilor de faună și floră sălbatică) sau aflate pe lista roșie a IUCN. 
Mamifere cu specii de mistreț (Sus scrofa) șacal auriu (Canis aureus), cerb (Cervus elaphus), căprior (Capreolus capreolus), vulpe (Vulpes vulpes), râs eurasiatic (Lynx lynx), pisică sălbatică (Felis silvestris), jderul de piatră (Martes foina), jderul de copac (Martes martes), hamster românesc (Mesocricetus newtoni), dihor pătat (Vormela peregusna), dihor de stepă (Mustela eversmannii), popândău european (Spermophilus citellus), iepure de câmp (Lepus europaeus), chițcan de gradină (Crocidura suaveolens), liliac mare cu potcoavă (Rhinolophus ferrumequinum);
Prezența ecosistemelor terestre (păduri, tufărișuri, pajiști, stâncării) și a celor acvatice (lacuri și bălți aflate în apropierea lanțului muntos) asigură condiții prielnice de hrană și viețuire mai multor specii de păsări protejate la nivel european prin Directiva CE 147/CE (anexa I-a) din 30 noiembrie 2009.

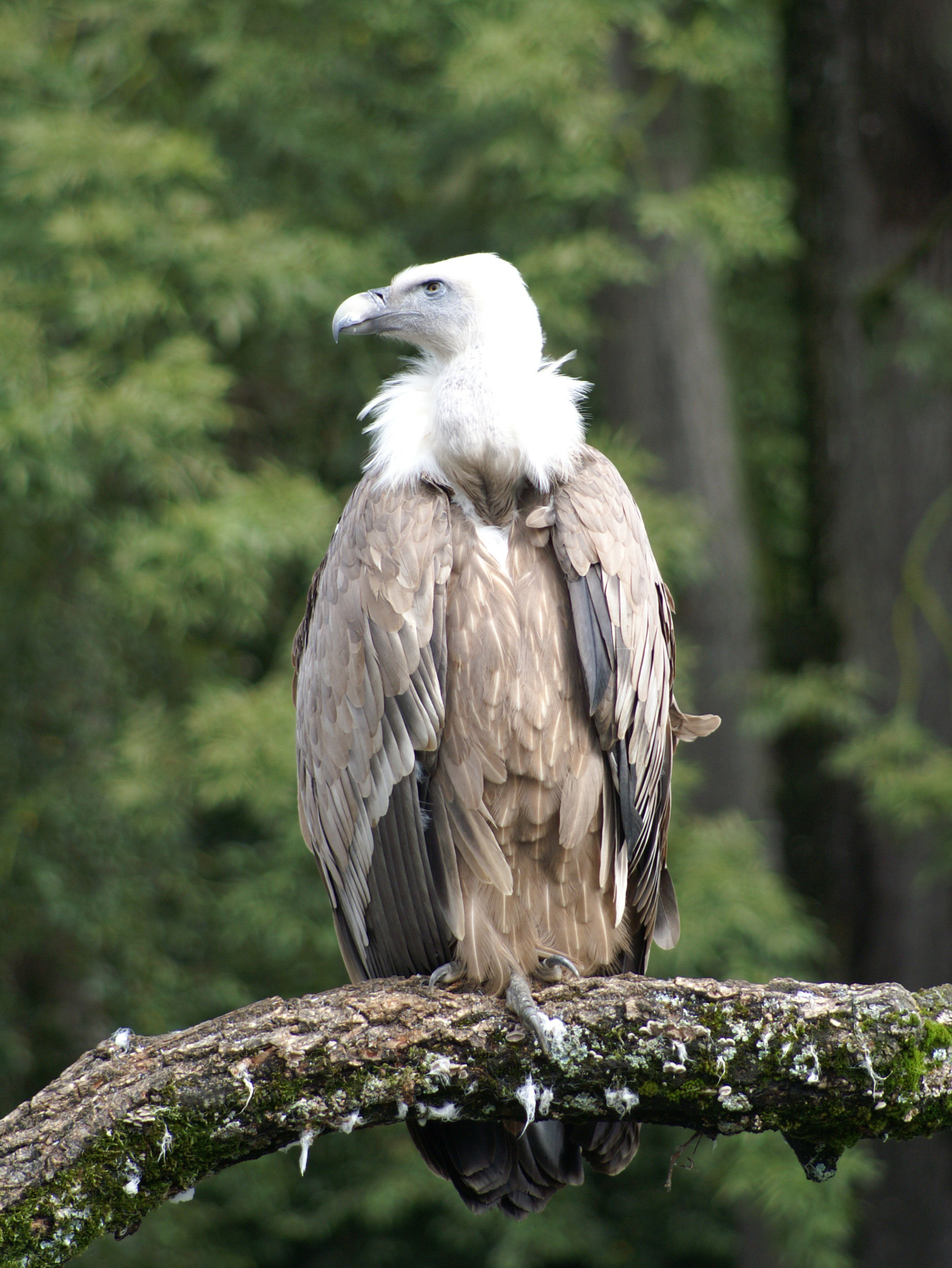
Vultur pleșuv sur

Păsări cu migrație regulată și cuibăritoare: acvilă de câmp (Aquila heliaca), acvilă de munte (Aquila chrysaetos), acvilă țipătoare mică (Aquila pomarina), acvilă țipătoare mare (Aquila clanga), acvilă de stepă (Aquila nipalensis), uliu cu picioare scurte (Accipiter brevipes), stârc roșu (Ardea purpurea), stârc de noapte (Nycticorax nycticorax), gârliță mică (Anser erythropus), fâsă de câmp (Anthus campestris), pasărea ogorului (Burhinus oedicnemus), bufniță (Bubo bubo), șorecar mare (Buteo rufinus), șerpar (Circaetus gallicus), barză albă (Ciconia ciconia), barză neagră (Ciconia nigra), erete de stuf (Circus aeruginosus), erete cenușiu (Circus pygargus), erete vânăt (Circus cyaneus), erete alb (Circus macrourus), dumbrăveancă (Coracias garrulus), chirighiță-cu-obraz-alb (Chlidonias hybridus), caprimulg (Caprimulgus europaeus), ciocârlie-cu-degete-scurte (Calandrella brachydactyla), ciocănitoare de stejar (Dendrocopos medius), ciocănitoare neagră (Dryocopus martius), ciocănitoare cu spate alb (Dendrocopos leucotos), ciocănitoarea de grădină (Dendrocopos syriacus), egretă albă (Egretta alba), presura de grădină (Emberiza hortulana), șoim de iarnă (Falco columbarius), vânturel de seară (Falco vespertinus), șoim călător (Falco peregrinus), șoim dunărean (Falco cherrug), vultur pleșuv sur (Gyps fulvus), muscar mic (Ficedula parva), muscar gulerat (Ficedula albicollis), cocor (Grus grus), codalb (Haliaeetus albicilla), piciorong (Himantopus himantopus), sfrâncioc roșiatic (Lanius collurio), sfrânciocul cu frunte neagră (Lanius minor), filomelă (Luscinia luscinia), privighetoare (Luscinia megarhynchos), gaie neagră (Milvus migrans), codobatura albă (Motacilla alba), codobatura galbenă (Motacilla flava), muscar sur (Muscicapa striata), presură sură (Miliaria calandra), mierlă de piatră (Monticola saxatilis), grangur (Oriolus oriolus), pietrar negru (Oenanthe pleschanka), pietrar răsăritean (Oenanthe isabellina), pelican comun (Pelecanus onocrotalus), pelican creț (Pelecanus crispus), lopătar (Platalea leucorodia), viespar (Pernis apivorus), vultur pescar (Pandion haliaetus), codroș de munte (Phoenicurus ochruros), pitulice sfârâitoare (Phylloscopus sibilatrix), vrabia spaniolă (Passer hispaniolensis), pițigoi de livadă (Parus lugubris), ciocântors (Recurvirostra avosetta), mărăcinar negru (Saxicola torquata), silvia mică (Sylvia curruca), silvia de câmpie (Sylvia communis), silvia cu cap negru (Sylvia atricapilla), fluierar de mlaștină (Tringa glareola), pupăză (Upupa epops), mierlă (Turdus merula), sturz (Turdus pilaris), sturz cântător (Turdus philomelos).
Reptile și amfibieni: șarpele lui Esculap (Elaphe longissima), balaur mare (Elaphe sauromates), viperă cu corn (Vipera ammodytes), șopârliță de frunzar (Ablepharus kitaibelii), șopârlă de câmp (Podarcis taurica), țestoasa dobrogeană de uscat (Testudo graeca), ivorașul-cu-burta-galbenă (Bombina variegata), broasca roșie de pădure (Rana dalmatina), broască de pământ (Pelobates fuscus), broască râioasă brună (Bufo bufo), broască râioasă verde (Bufo viridis), brotac verde de copac (Hyla arborea),  broască roșie de pădure (Rana dalmatina);
Nevertebrate: (gândaci și fluturi): croitorul mare al stejarulu (Cerambyx cerdo), croitorul cenușiu al stejarului (Morimus funereus), rădașcă (Lucanus cervus), gândacul sihastru (Osmoderma eremita), cosașul de stepă (Saga pedo), cosașul transilvan (Pholidoptera transsylvanica); precum și 10 specii rare de fluturi: Lycaena dispar (fluturele purpuriu), Callimorpha quadripunctaria (fluturele-tigru), Euphydryas maturna, Euphydryas aurinia, Apatura metis, Hyles hippophaes, Kirinia roxelana, Maculinea arion (albăstrița pătată), Zerynthia polyxena, Parnassius mnemosyne (apolonul negru).

### Floră
Flora ariei protejate este una diversificată, alcătuită din specii de arbori, arbusti, ierburi și flori (cu elemente submediteraneene, mediteraneean-pontice, balcanice, de stepă și silvostepă, asiatice, eurasiatice, pontice, caucaziene) distribuite etajat, în concordanță cu structura geologică, caracteristicile solului și climei, structurii geomorfologice sau altitudinii; printre care unele ocrotite prin lege și enumerate în anexa I-a a Directivei Consiliului European 92/43/CE din 21 mai 1992 astfel: 
Arbori și arbusti cu specii de: gorun (Quercus petraea), stejar (Quercus robur), stejar pufos (Quercus pubescens), stejar brumăriu (Quercus pedunculiflora), fag (Fagus sylvatica), fag de Crimeea (Fagus taurica), cer (Quercus ceris), carpen (Carpinus betulus), cărpiniță (Carpinus orientalis), tei argintiu (Tilia tomentosa), cărpiniță (Carpinus orientalis), mojdrean (Fraxinus ornus), frasin (Fraxinus excelsior, Fraxinus coriariaefolia), alun (Corylus avellana), păducel (Crataegus monogyna), lemn câinesc (Ligustrum vulgare), sâmbovină (Celtis glabrata);

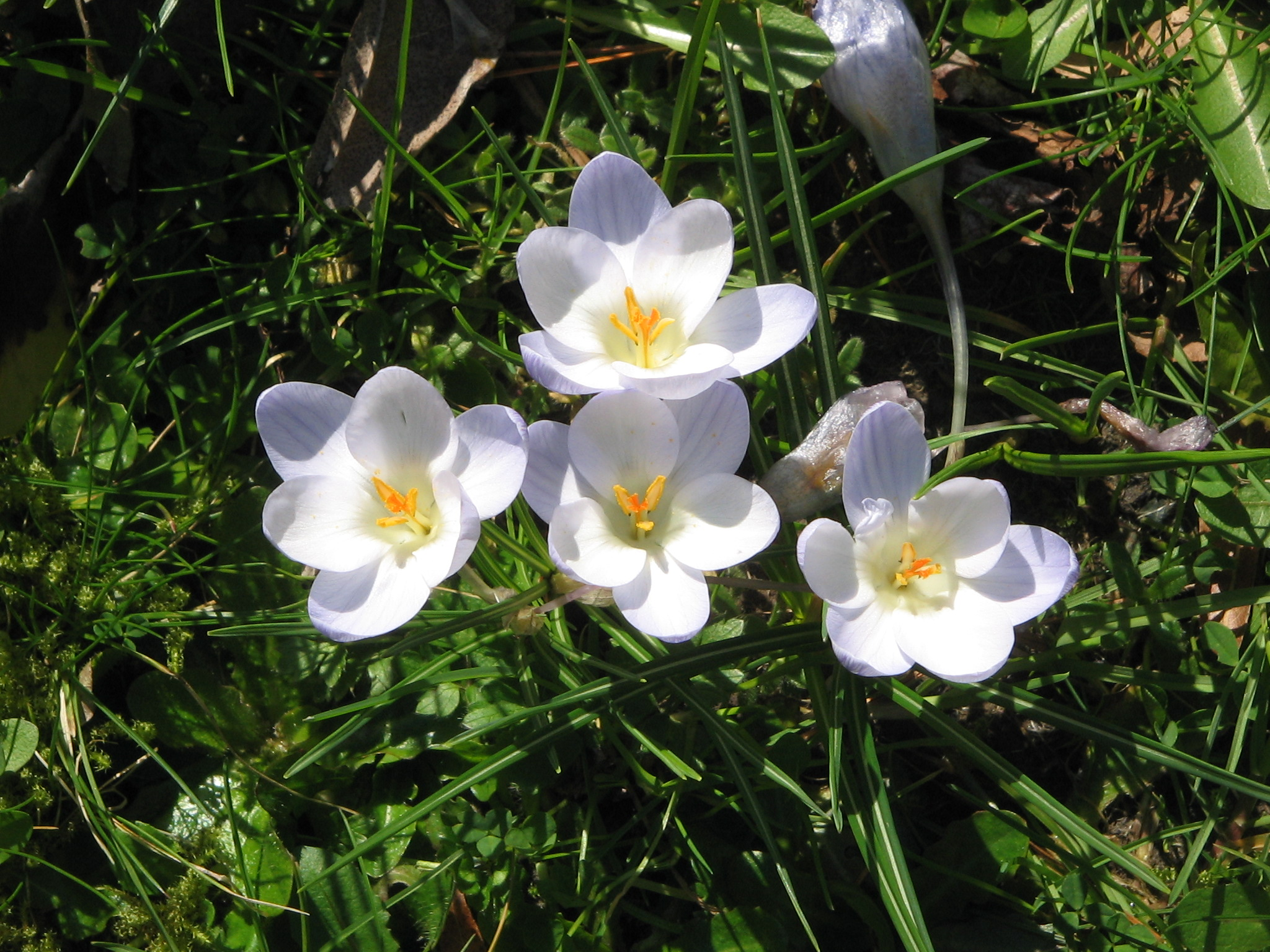
Brândușă din specia Crocus chrysanthus

La nivelul ierburilor sunt întâlnite mai multe elemente floristice rare sau endemice; printre care: clopoțel dobrogean (Campanula romanica), capul-șarpelui (Echium russicum), garofiță pitică (Dianthus nardiformis), merineană (Moehringia jankae), ouăle popii (Himantoglossum caprinum), turiță (Agrimonia pilosa), coada șoricelului (Achillea leptophylla, Achillea ochroleuca), hajmă păsărească (Allium flavum ssp. tauricum), curcubeu (Lychnis coronaria), gâscariță (Arabis turrita), ai sălbatic (Allium moschatum), ferigă mediteraneană (Asplenium adiantum-nigrum), ruginiță (Asplenium septentrionale), coșaci pontici (Astragalus ponticus), mărar de stepă (Cachrys alpina), scai (Centaurea gracilenta), centaurea (Centaurea jankae, Centaurea pontica și Centaurea tenuiflora), volbură (Convolvulus lineatus), coroniște (Coronilla scorpioides), brândușă (Crocus chrysanthus), șofran-vărgat (Crocus variegatus), garofiță (Dianthus guttatus), zambilă de câmp (Scutellaria orientalis), mlăștiniță (Epipactis helleborine), alior dobrogean (Euphorbia dobrogensis), alior (Euphorbia cadrilateri var. transitoria), laptele cucului (Euphorbia myrsinites), scânteioara (Gagea saxatilis), scânteiuța de stâncă (Gagea szovitsii), ghiocel (Galanthus elwesii, Galanthus plicatus), vanilia sălbatică (Heliotropium supinum), limba mării (Iberis saxatilis), lăptucă (Lactuca viminea), merinană (Moehringia grisebachii), coada racului de stâncă (Potentilla bifurca), talpa leului (Gymnospermium altaicum), poala "Sfintei Mării" (Nepeta ucranica), untul vacii (Orchis morio ssp. picta), poroinic (Orchis purpurea), pribolnic (Orchis simia), bujor românesc (Paeonia peregrina), bujor de stepă (Paeonia tenuifolia), băbărujă (Paliurus spina-christi), trandafir (Rosa turcica), lăptiucă (Scorzonera austriaca), brei ovat (Mercurialis ovata), milițea dobrogeană (Silene compacta), salată de pădure (Smyrnium perfoliatum), tavalgă (Spiraea crenata), colilie (Stipa ucrainica), tătănesă (Symphytum tauricum), fetică (Valerianella coronata).

## Vulnerabilitate
Turismul necontrolat, braconajul, pășunatul răzleț, exploatările forestiere ilegale ce duc la suprimarea unor habitate, arderea vegetației, distrugerea unor exemplare din flora spontană, capturarea ilegală a broaștei țestoase dobrogeane de uscat (Testudo graeca), extinderea anexelor gospodărești și terenurilor agricole, practicarea unor sporturi extreme (mașini de teren, ATV-uri, motociclete) ce perturbă liniștea arealului.

## Căi de acces
- Drumul național DN22 pe ruta: Constanța - Tariverde - Mihai Viteazu - Baia, Tulcea - drumul național DN22D în direcția Caugagia - Slava Rusă - Slava Cercheză - Ciucurova - Atmagea - Horia - drumul județean DJ222A - Balabancea.

## Decor de film
Parcul Național Munții Măcinului a constituit un impresionant decor al filmului istoric românesc Aferim! în regia lui Radu Jude. Lungmetrajul a participat la Festivalul Internațional de Film de la Berlin din 2015, unde Radu Jude a fost premiat cu distincția Ursul de Argint pentru cea mai bună regie.

## Monumente și atracții turistice
În vecinătatea parcului se află numeroase obiective de interes istoric, cultural și turistic (lăcașuri de cult, situri arheologice, zone naturale, arii protejate); astfel:
- Mănăstirea Cocoșu din satul Niculițel, monument istoric întemeiat la inițiativa arhimandritului Visarion în anul 1833.
- Mănăstirea Celic-Dere din Frecăței. Așezământul de cult ortodox a fost înființat de arhiereul Athanasie Lisivenco în anul 1835 și poartă hramul „Adormirea Maicii Domnului”.

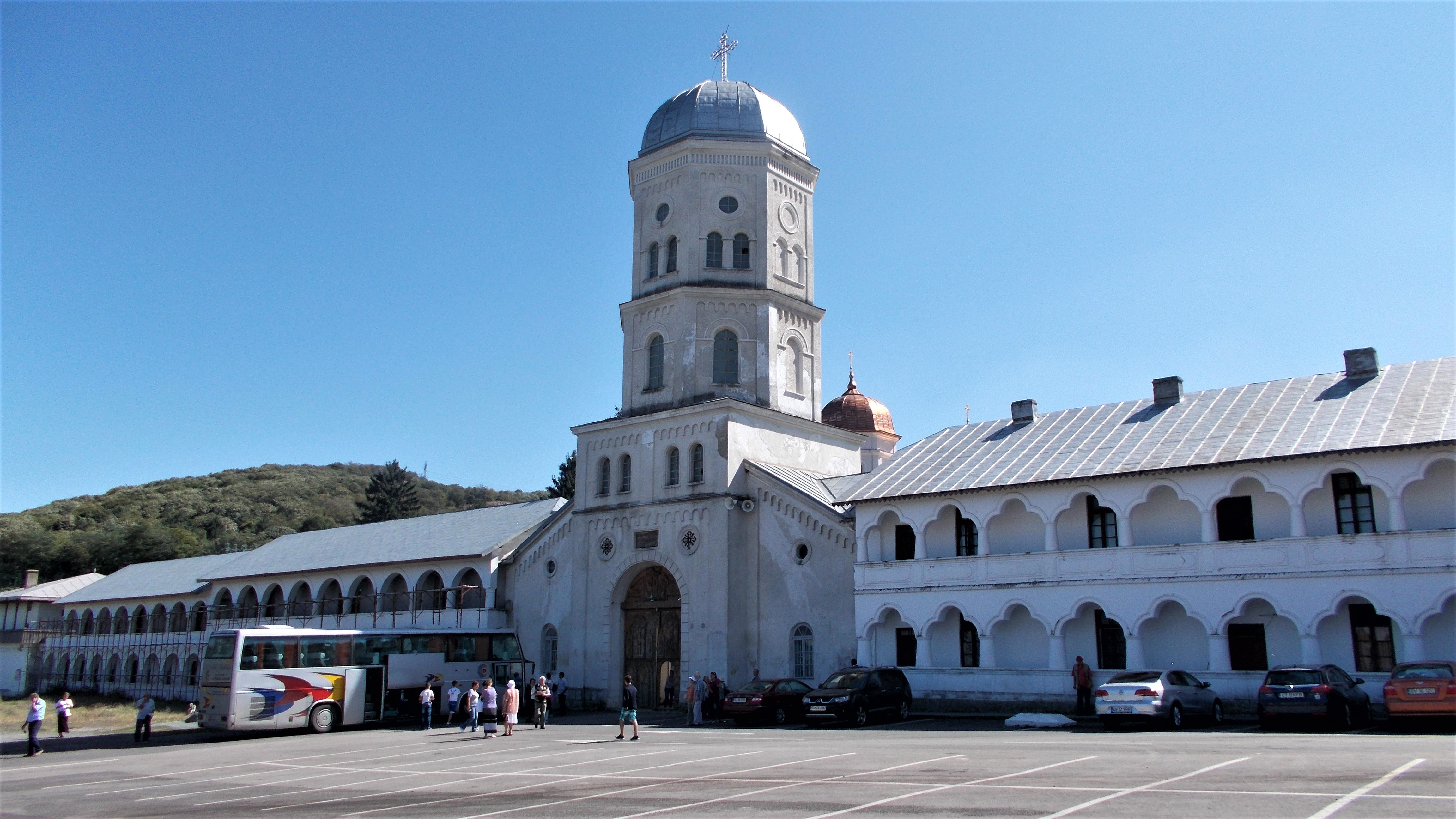
Mănăstirea Cocoșu

- Mănăstirea Saon din Frecăței, mănăstire de călugări cu hramul „Înălțarea Domnului”, datată din 1833.
- Geamia Mestan Aga din Măcin, construcție 1860, monument istoric.
- Casa Memorială „Panait Cerna” din satul Cerna, construcție secolul al XIX-lea, monument istoric.
- Situl arheologic „Cetatea Troesmis” de la Turcoaia (așezarea medievală din sec. VIII - XII, Epoca medievală timpurie; așezare din Epoca romană târzie; cimitir medieval; necropolă plană și tumulară din sec. I - VII, Epoca romană).
- Situl arheologic de la Traian (castru și așezare romană).
- Situl arheologic „Cetatea Arrubium” de la Măcin (Castrul roman Arrubium, așezare medievală, așezare romană, cimitir musulman și necropolă romană).
- Situl arheologic „Cetatea Dinogetia” de la Garvăn (Cetatea medievală, Cetatea romano-bizantină, necropolă și așezări civile din epoca romano-bizantină).
- Siturile arheologice Villa rustica 1 și Villa rustica 2 de la Niculițel.
- Pasul Carapelit (cunoscut și sub denumirea de „Pasul Iaila”), trecătoare la o altitudine de 192 m, între Munții Măcinului aflați la nord și Podișul Babadagului aflat la sud, de-a lungul drumului național DN22D.
- Pasul Teilor (cunoscut sub denumirea „La Patru Drumuri”) aflat la o altitudine de 187 m. de-a lungul drumului județean DJ222A, între Munții Măcinului aflați la vest și Podișul Niculițel aflat la est.
- Delta Dunării (clasificată ca rezervație a biosferei), arie naturală inclusă în patrimoniul mondial al UNESCO.
- Rezervația naturală Locul fosilifer Dealul Bujoarele ce adăpostește resturi de faună fosilă (crustacee, corali, moluște) atribuită perioadei geologice a devonianului.

Evenimente culturale
- „Sărbătoarea Teilor” din Luncavița, eveniment cultural desfășurat în fiecare an la sfârșitul lunii iunie; sărbătoare locală ce îmbină folclorul muzical-coregrafic și portul popular cu obiceiurile și tradiția zonei.

## Trasee montane
Parcul Național Munții Măcinului este străbătut de mai multe trasee (turistice) montane amenajate (cu locuri de campare) în scopul facilitării accesului turiștilor în siguranță la destinația aleasă.
- Cozluk (marcaj punct roșu) pe ruta: Greci - Valea Cozluk - Valea Jugului - Groapa de Aramă - Valea Adâncă - Valea Plopilor - Greci (4h 20″).
- Vârful Crapcea (bandă roșie) pe ruta: Cerna - Valea lui Puiu - Vârful Echiștea - Vârful Crapcea - Dealul Crapcea - Balabancea (3h 10″).
- Culmea Pricopanului (bandă albastră) pe ruta: Măcin - Vârful Sulucu Mare - Piatra Râioasă - Șeaua Șerparu - Vârful Caramalău - Izvorul Tămăduirii (Fântâna de Leac) - Măcin (4h 10″).
- Țuțuianu (triunghi albastru) pe ruta: Greci - Valea Morsu - Vârful Țuțuianul - Valea Piscu Înalt - Valea Seacă - Valea Fagilor - Cetățuia (sit arheologic) - Luncavița (5h 10″).
- Dealul cu Drum (triunghi roșu) pe ruta: Greci - Valea Racova - Valea Piatra Roșie - Valea Curături - Valea Taița - Nifon (3h 30″).
- Valea Vinului (triunghi galben) pe ruta: Cerna - Valea Cernei - Valea Poteca Țigăncii - Vârful Vergu - Vârful Vinului - Creasta Cardonului - Hamcearca (3h 10″).

## Galerie

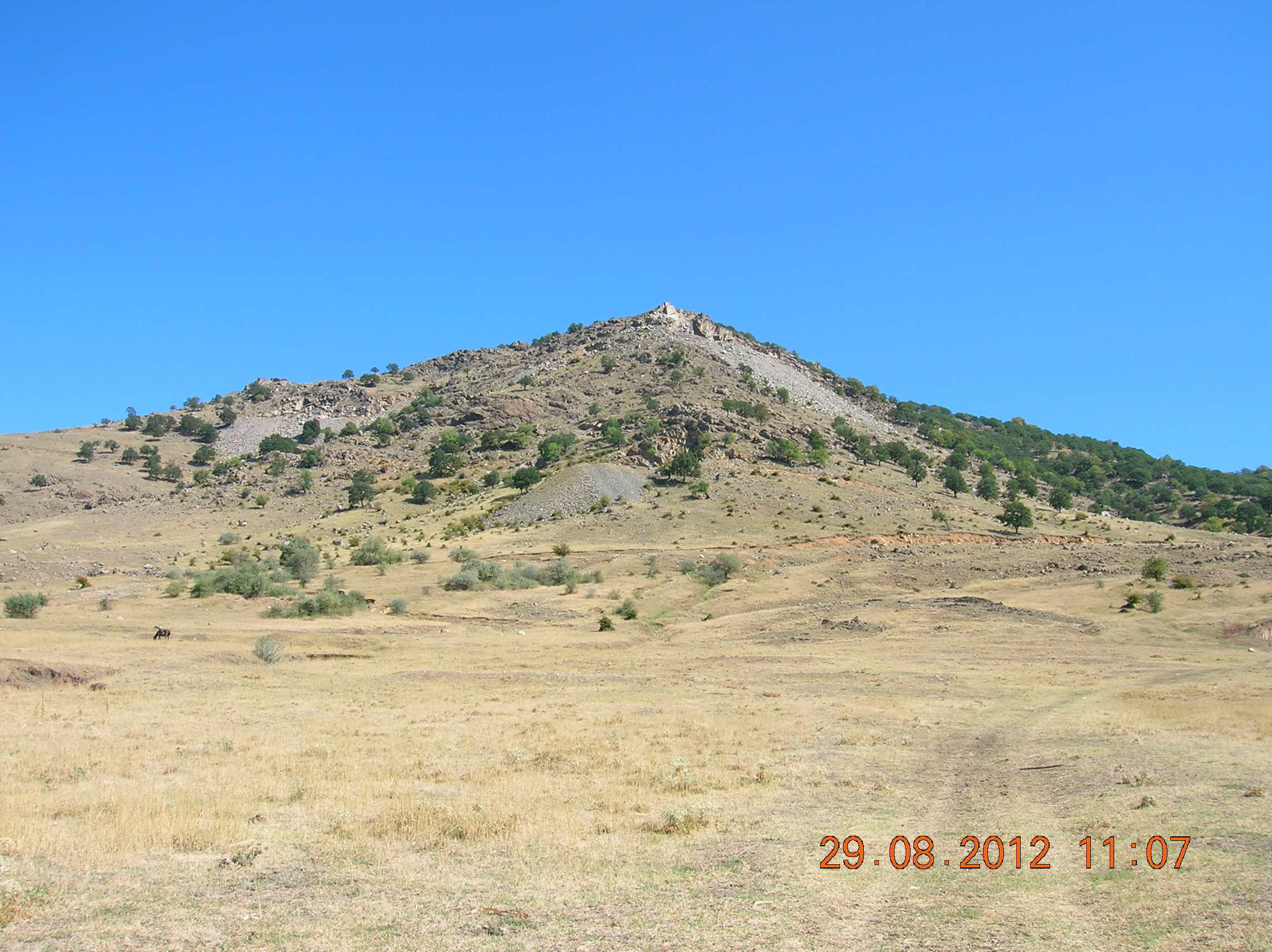
Vârful Țuglea (187 m)
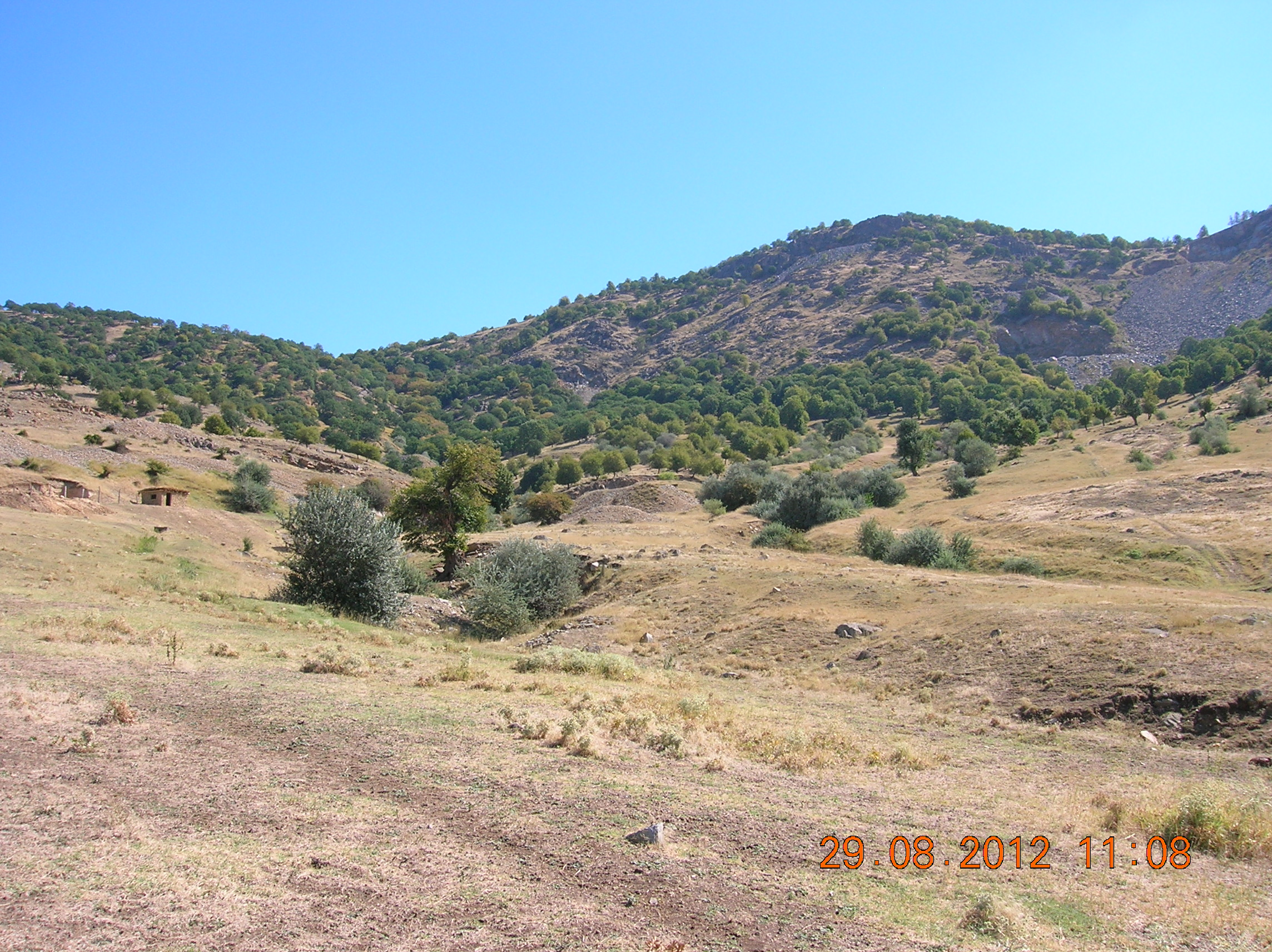
Pe Valea Morsu
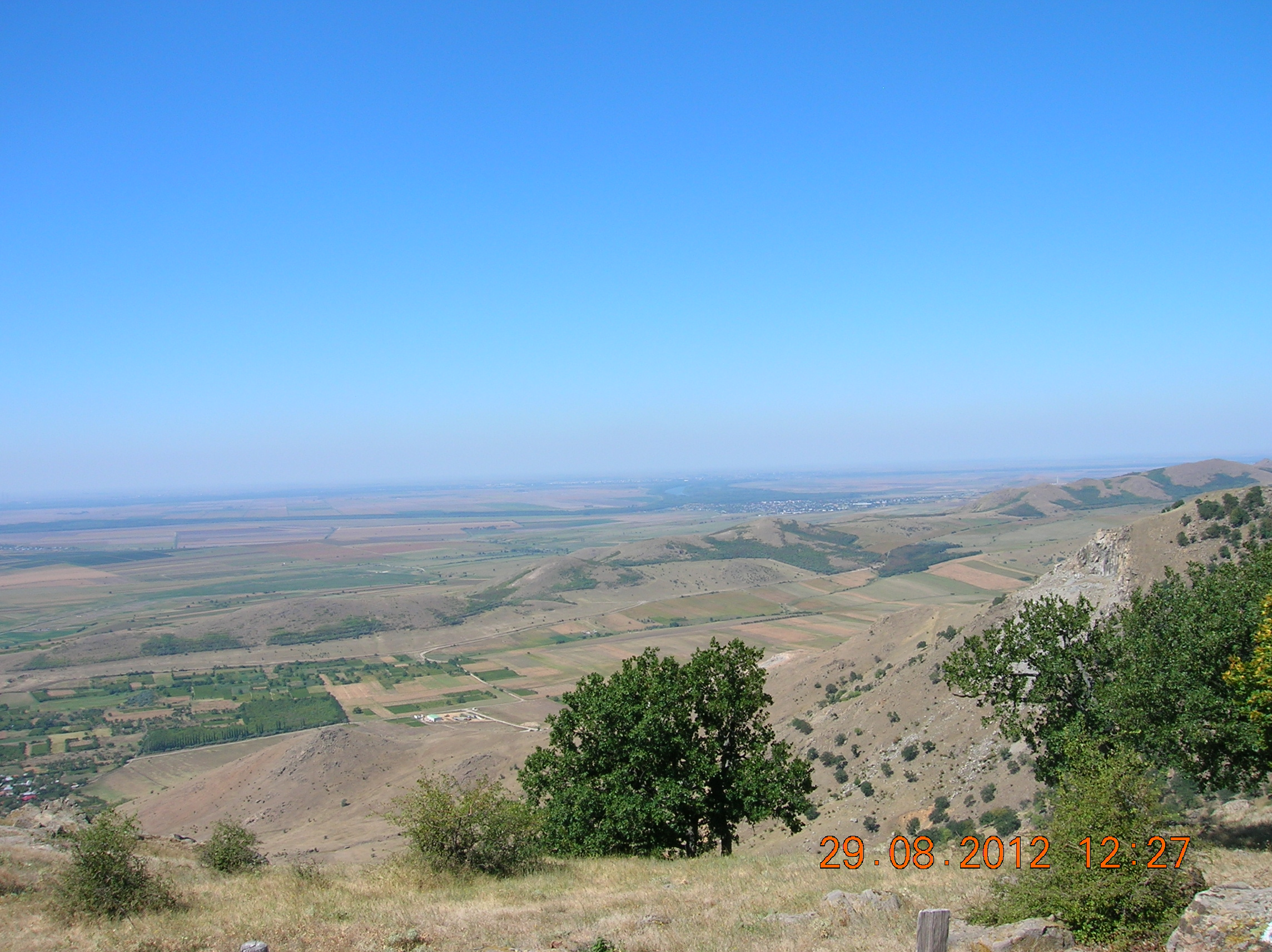
De versantul Țuțuiatului, în planul II Culmea Pricopanului
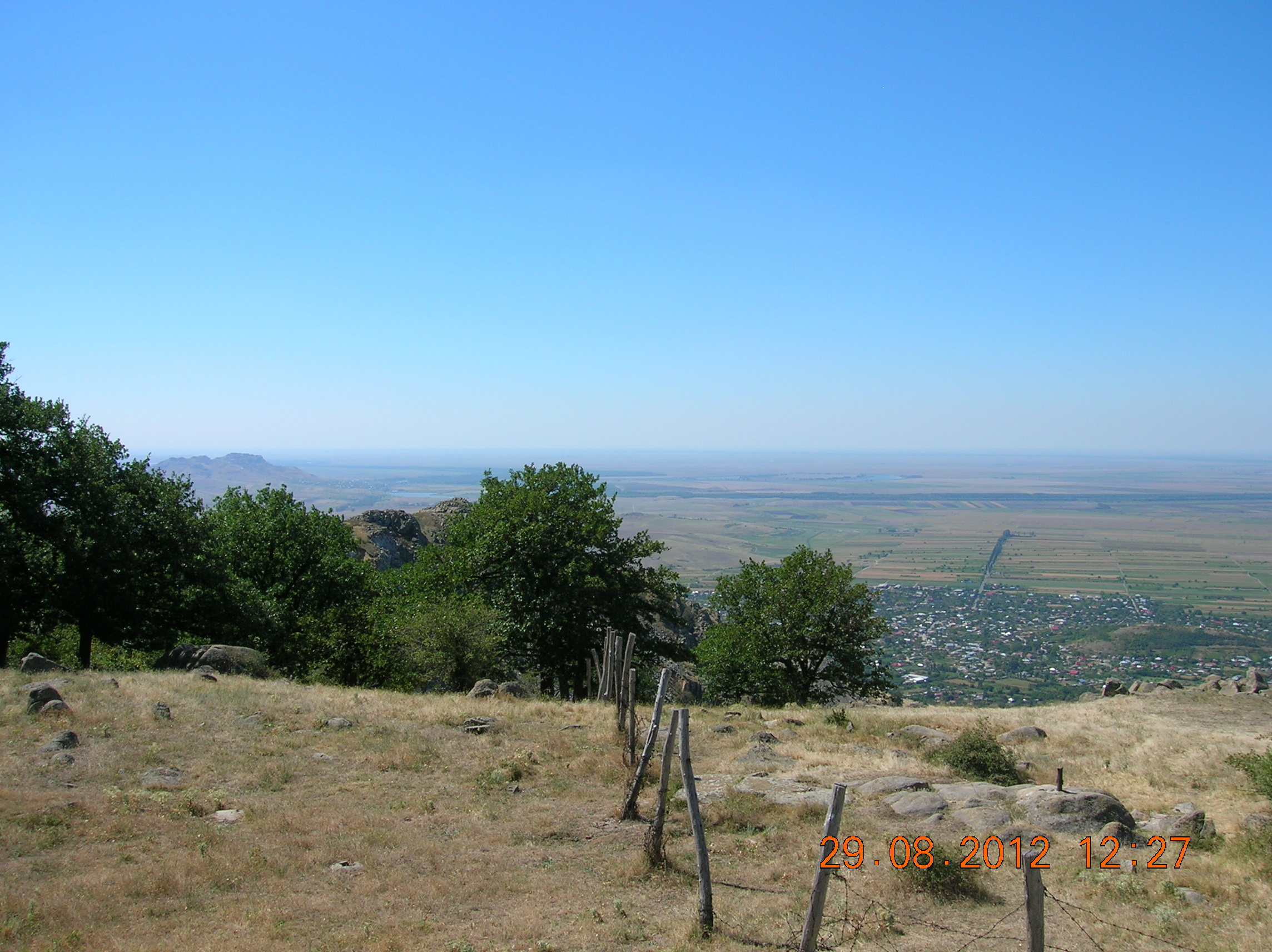
Satul Greci, cu drumul spre DN 22D
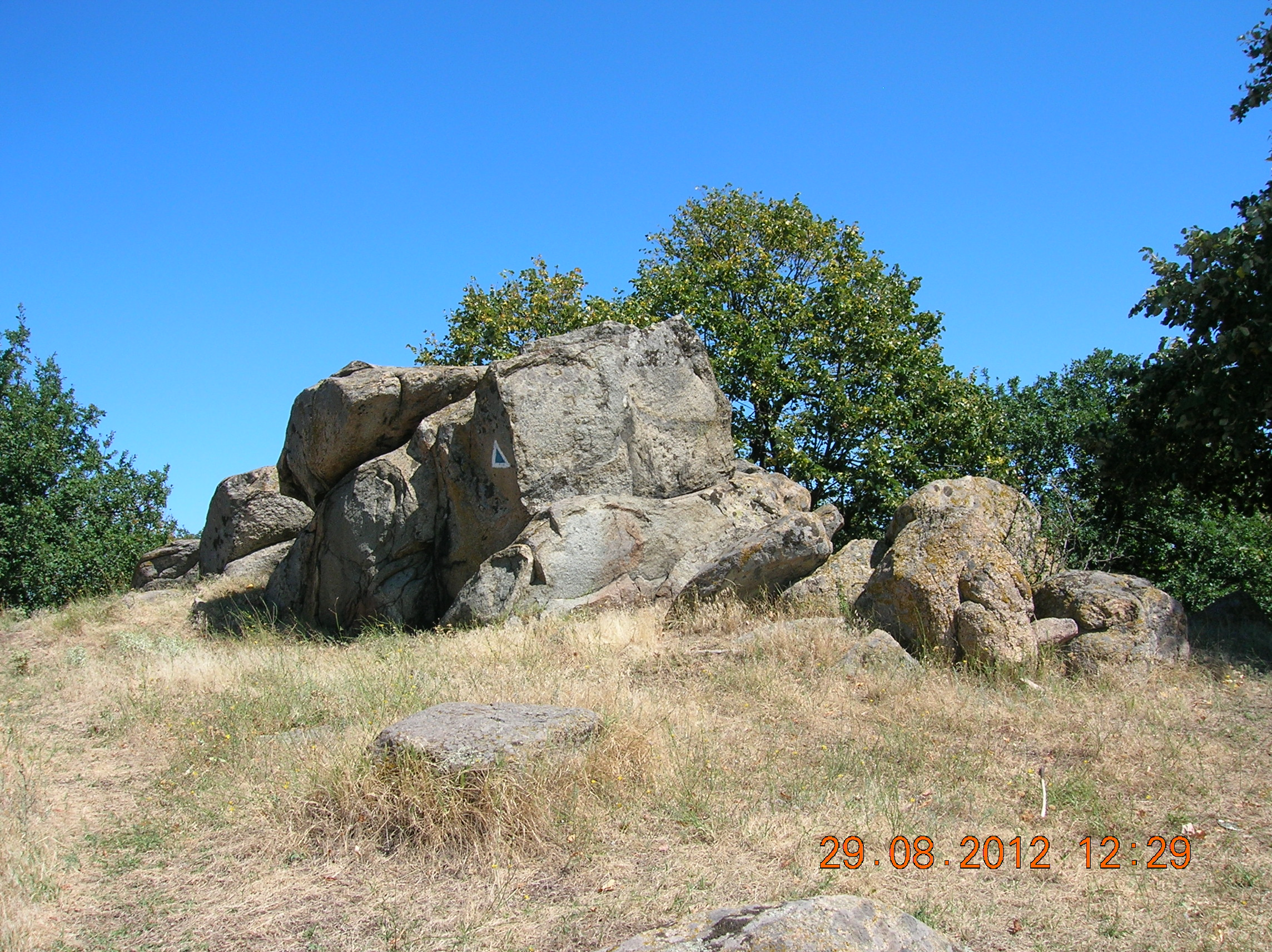
Pe Țuțuiatul
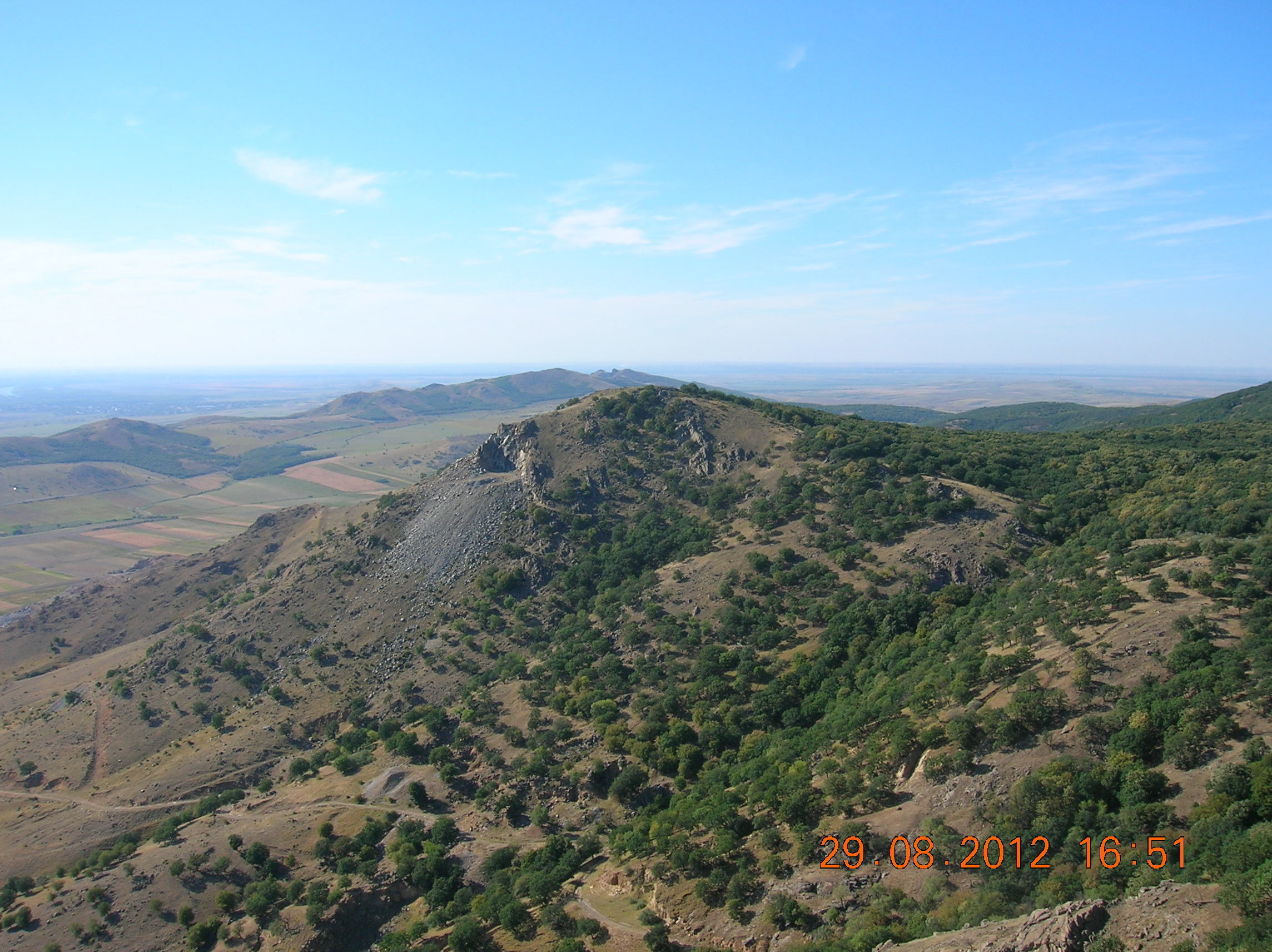
Cavalu (430 m), în planul II Culmea Pricopanului, în planul III Orașul Măcin
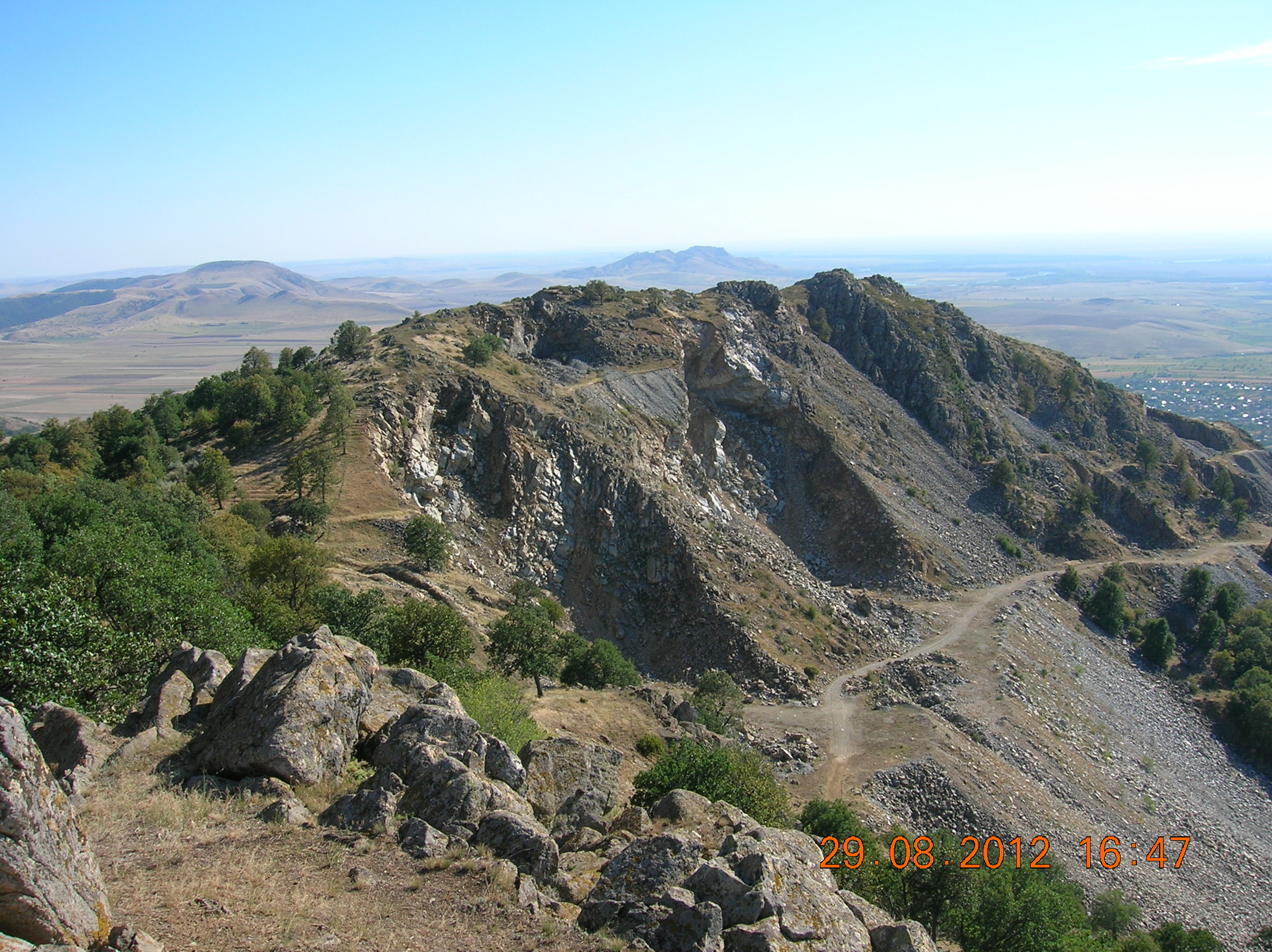
Vârful Ghiunaltu (442 m)
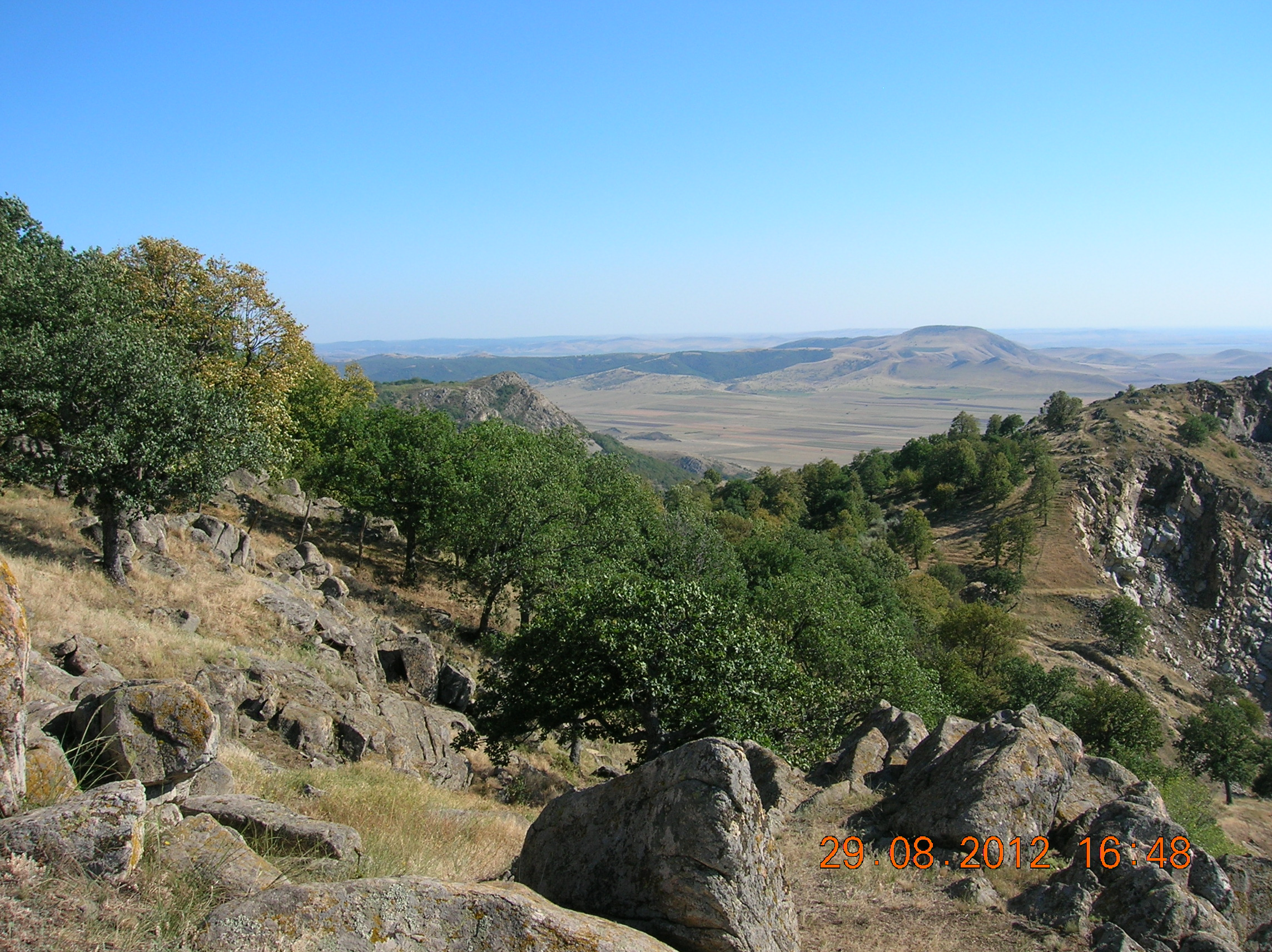
Șaua dintre Țuțuiatu și Ghiunaltu
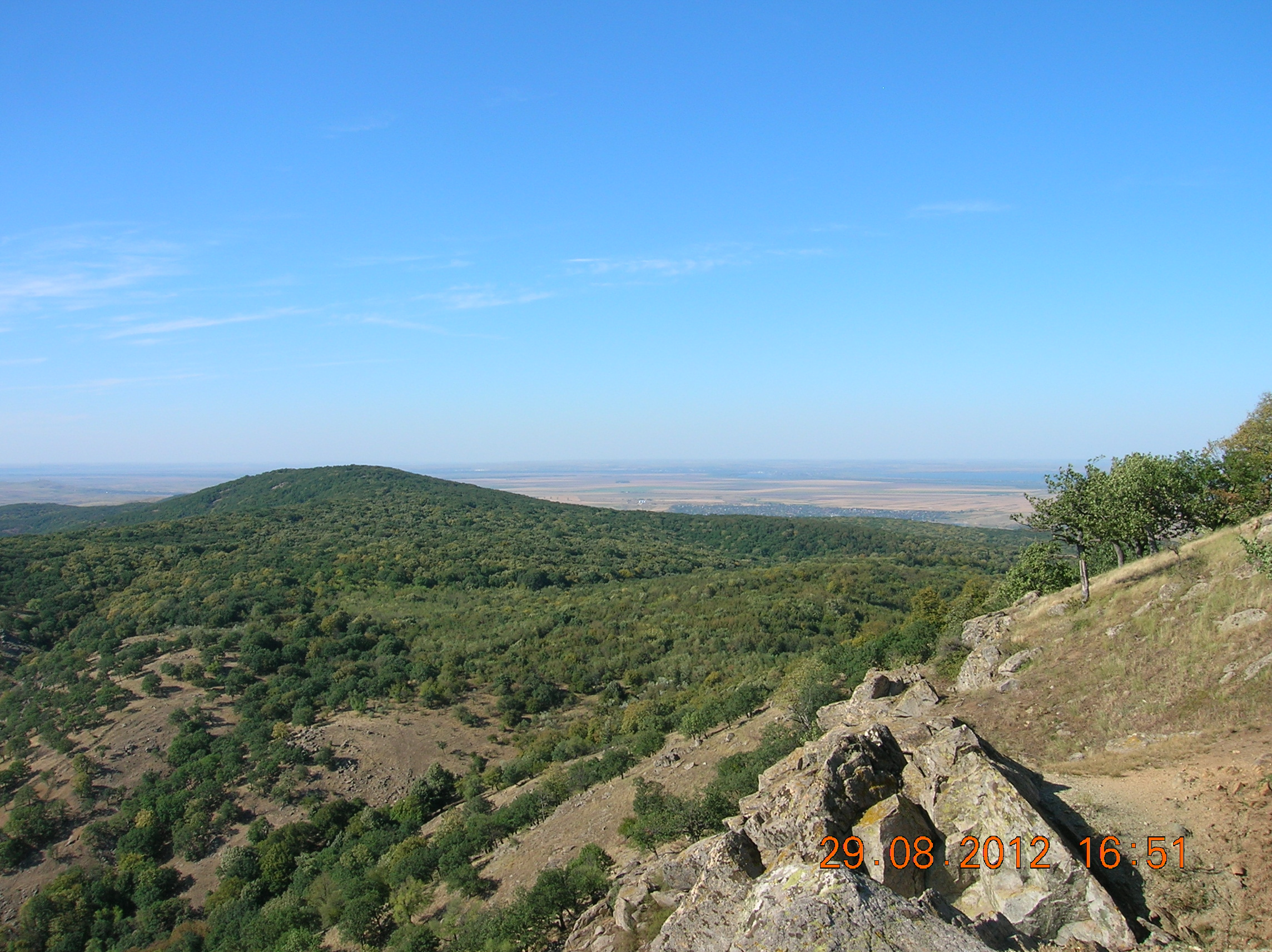
Vârful Jalbă (382 m)
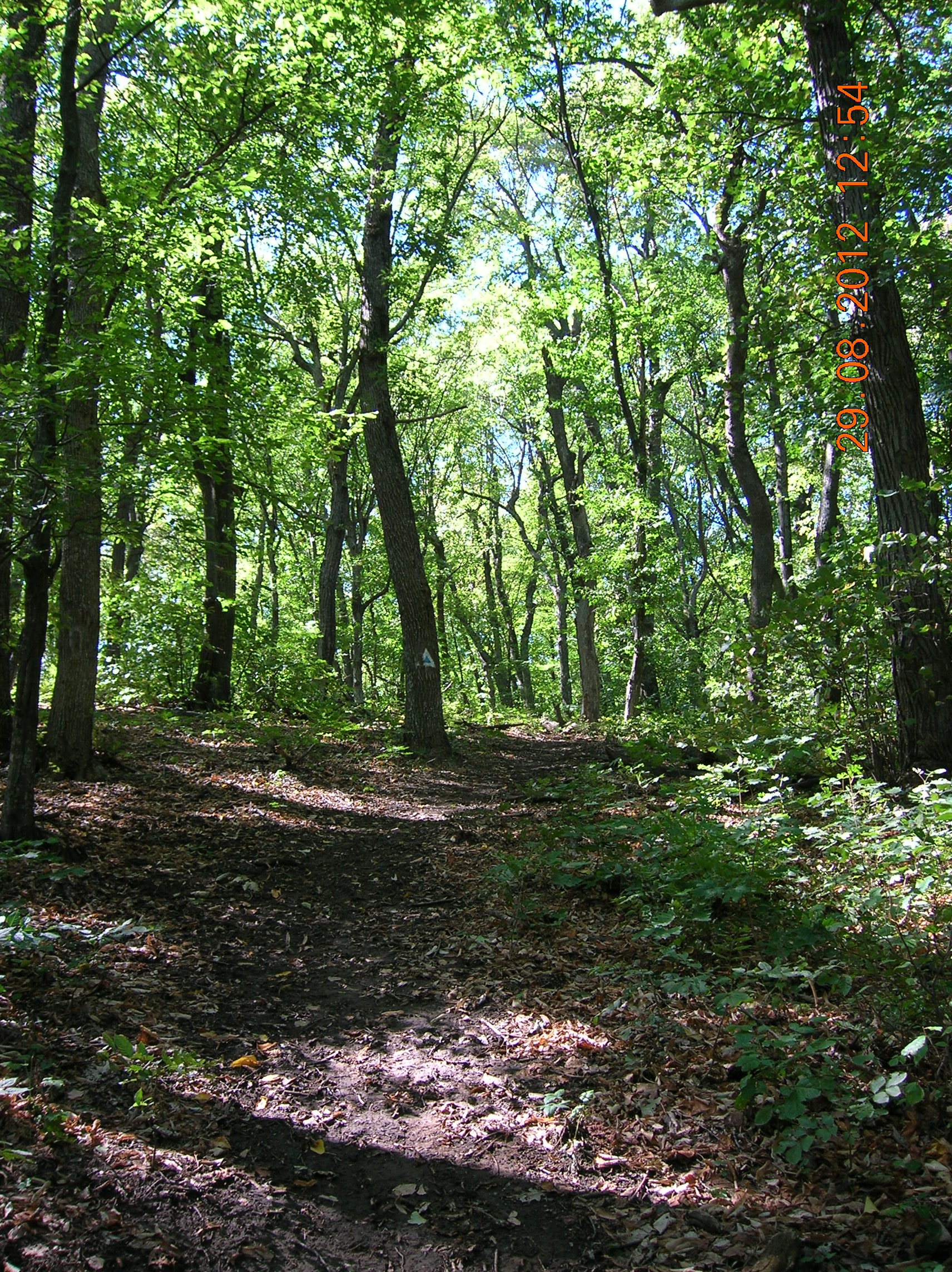
Spre Țuțuiatu dinspre Valea Piscu Înalt
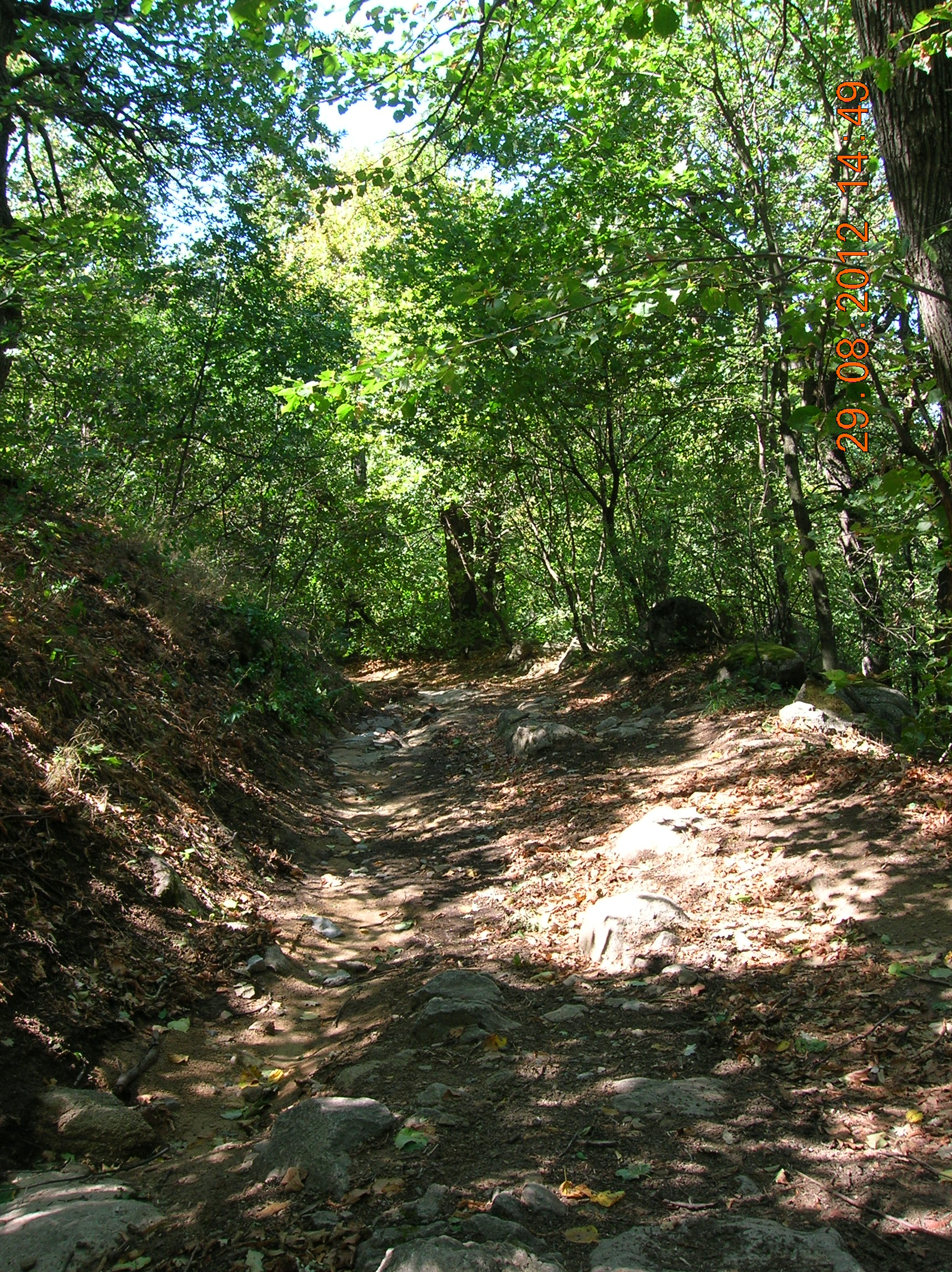
Spre Carabalu dinspre Valea Piscu Înalt